# 女の香り (1974年の映画)
『女の香り』（おんなのかおり、イタリア語: Profumo di donna）は、1974年製作・公開、ディーノ・リージ監督によるイタリアの映画である。イタリア式コメディの1作。

## 略歴・概要
本作は、1974年、ジョヴァンニ・アルピーノの小説 Il buio e il miele （「闇と蜂蜜」の意）を原作にルッジェーロ・マッカリとディノ・リージが脚色、ピオ・アンドレッティ、アドリアーノ・デ・ミケーリによるイタリアの製作会社ディーン・フィルムが製作、リグーリア州ジェノヴァ、カンパーニア州ナポリ、ピエモンテ州トリノ、ラツィオ州ローマでロケーション撮影を行なって完成した。同年12月20日、イタリア国内で、翌1975年5月9日に開催された第28回カンヌ国際映画祭コンペティション部門で上映され、ヴィットリオ・ガスマンが男優賞を受賞した。同年9月24日、CICの配給によりフランス国内で公開された。同年、イタリアでは、ダヴィド・ディ・ドナテッロ賞監督賞をディーノ・リージが、同俳優賞をヴィットリオ・ガスマンが獲得、同年のナストロ・ダルジェント賞でもガスマンが主演男優賞を獲得した。
1976年1月25日からは20世紀フォックスの配給によりアメリカ合衆国国内でそれぞれ公開された。同年のセザール賞では、外国映画賞をディーノ・リージが獲得、同じく同年3月29日に発表された第48回アカデミー賞では、本作が外国語映画賞に、ルッジェーロ・マッカリとディノ・リージが脚色賞にそれぞれノミネートされた。
1992年には、本作がマーティン・ブレスト監督によってハリウッドでリメイクされ、『セント・オブ・ウーマン/夢の香り』として公開され、ヴィットリオ・ガスマンの役どころを演じたアル・パチーノが、第65回アカデミー賞で主演男優賞を獲得した。
日本では、リメイク作は公開されたが、本作に関しては劇場公開されておらず、2010年9月現在、DVD等のビデオグラムも発売されていない。

## あらすじ
盲目のイタリア人大尉（ファウスト・コンソロ）は、軍から任命された側近のチッチョ（ジョヴァンニ・ベルタッツィ）を伴って、トリノからナポリへ向かう途中、同じ軍事事件で傷ついた昔の仲間に会いに行くところだった。側近には知らされていないが、大尉は昔の仲間との心中をそこで果たすつもりなのだ。旅の途中、大尉はチッチョに美しい女性を見分けるように頼む。隊長は少年の説明に満足できず、代わりに自分の鼻を使って、美しい女性の匂いを嗅ぐことができると主張する。大尉は旅の間、最愛のサラの写真を持ち歩いていたが、サラは自分が醜くなって無力になった姿を見るのが耐えられなかった。サラが登場したことで自殺の計画は頓挫し、少年チッチオは必要な成長を遂げることになる。

## スタッフ
- プロデューサー : ピオ・アンドレッティ （Pio Angeletti）、アドリアーノ・デ・ミケーリ （Adriano de Micheli）
- 監督 : ディーノ・リージ
- 原作 : ジョヴァンニ・アルピーノ （Giovanni Arpino）
- 脚本 : ルッジェーロ・マッカリ、ディノ・リージ
- 撮影 : クラウディオ・チリッロ （Claudio Cirillo）
- 美術 : ロレンツォ・バラルディ （Lorenzo Baraldi）
- 編集 : アルベルト・ガッリッティ （Alberto Gallitti [3]）
- 音楽 : アルマンド・トロヴァヨーリ （Armando Trovajoli）

## キャスト
クレジット順
- ヴィットリオ・ガスマン - Il capitano Fausto Consolo
- アレッサンドロ・モモ （Alessandro Momo） - Giovanni Bertazzi, aka Ciccio
- アゴスティナ・ベッリ （Agostina Belli） - Sara
- モイラ・オルフェイ （Moira Orfei） - Mirka
- フランコ・リッチ （Franco Ricci） - Tenente Giacomino
- エレーナ・ヴェロネーゼ （Elena Veronese） - Michelina
- ロレンツォ・ピアーニ （Lorenzo Piani）
- ステファニア・スプニーニ （Stefania Spugnini） - Candida
- トリンド・ベルナルディ （Torindo Bernardi） - Vincenzo
- マリーザ・ヴォロンニーノ （Marisa Volonnino） - Ines
- カルラ・マンチーニ （Carla Mancini） - Nun
- アルヴァロ・ヴィターリ （Alvaro Vitali） - Vittorio

アルファベット順
- セルジオ・ディ・ピント （Sergio Di Pinto） - Raffaele

クレジット外
- ヴァーノン・ドブチェフ （Vernon Dobtcheff） - Don Carlo
- ジェンナロ・オンブラ （Gennaro Ombra） - Reporter
- フランカ・スカニェッティ （Franca Scagnetti） - Nun-nurse

## 関連事項
- イタリア式コメディ
- 第28回カンヌ国際映画祭
- 第48回アカデミー賞
- セント・オブ・ウーマン/夢の香り - 1992年のハリウッドリメイク

## 註
1. 1 2 3 4 5 6 7 8  Scent of a Woman, Internet Movie Database （英語）, 2010年9月9日閲覧。
2. ↑  Profumo di Donna, allmovie （英語）, 2010年9月9日閲覧。
3. ↑  Alberto Gallitti - IMDb（英語）, 2010年9月9日閲覧。